# گل عنکبوتی
گل عنکبوتی(نام علمی: Cleome hassleriana) نام یک گونه از راسته کلم‌سانان است.

## نگارخانه

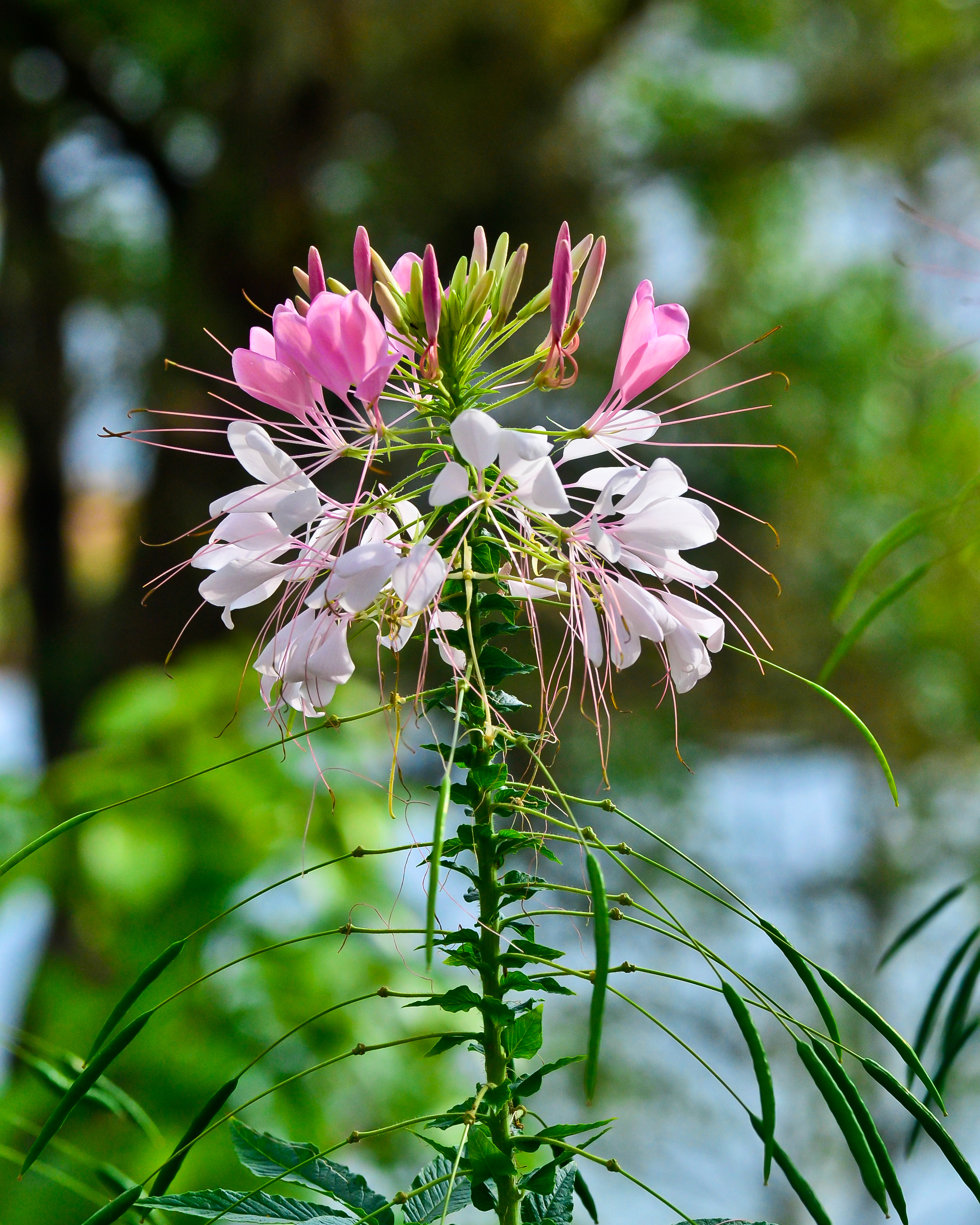
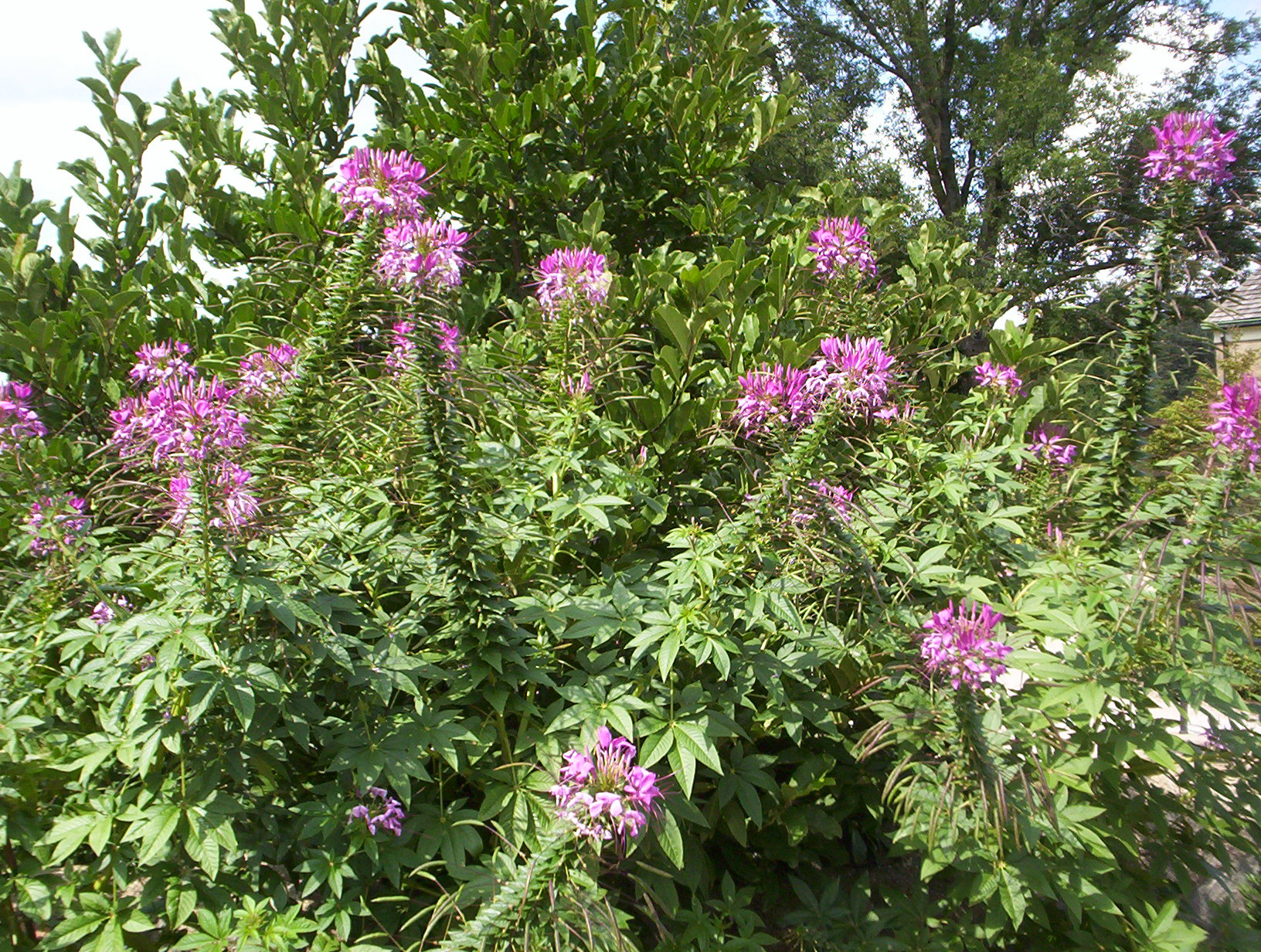
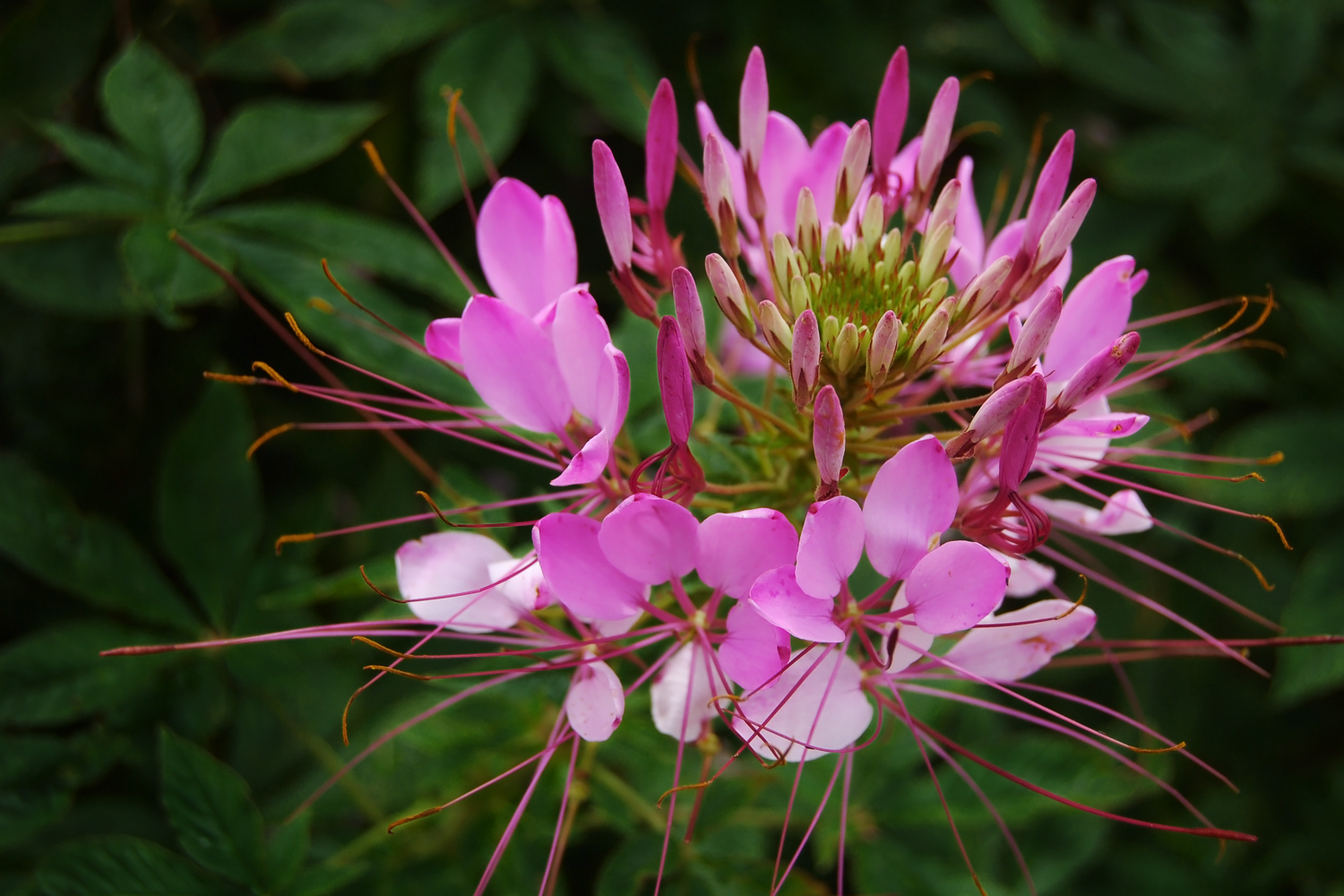
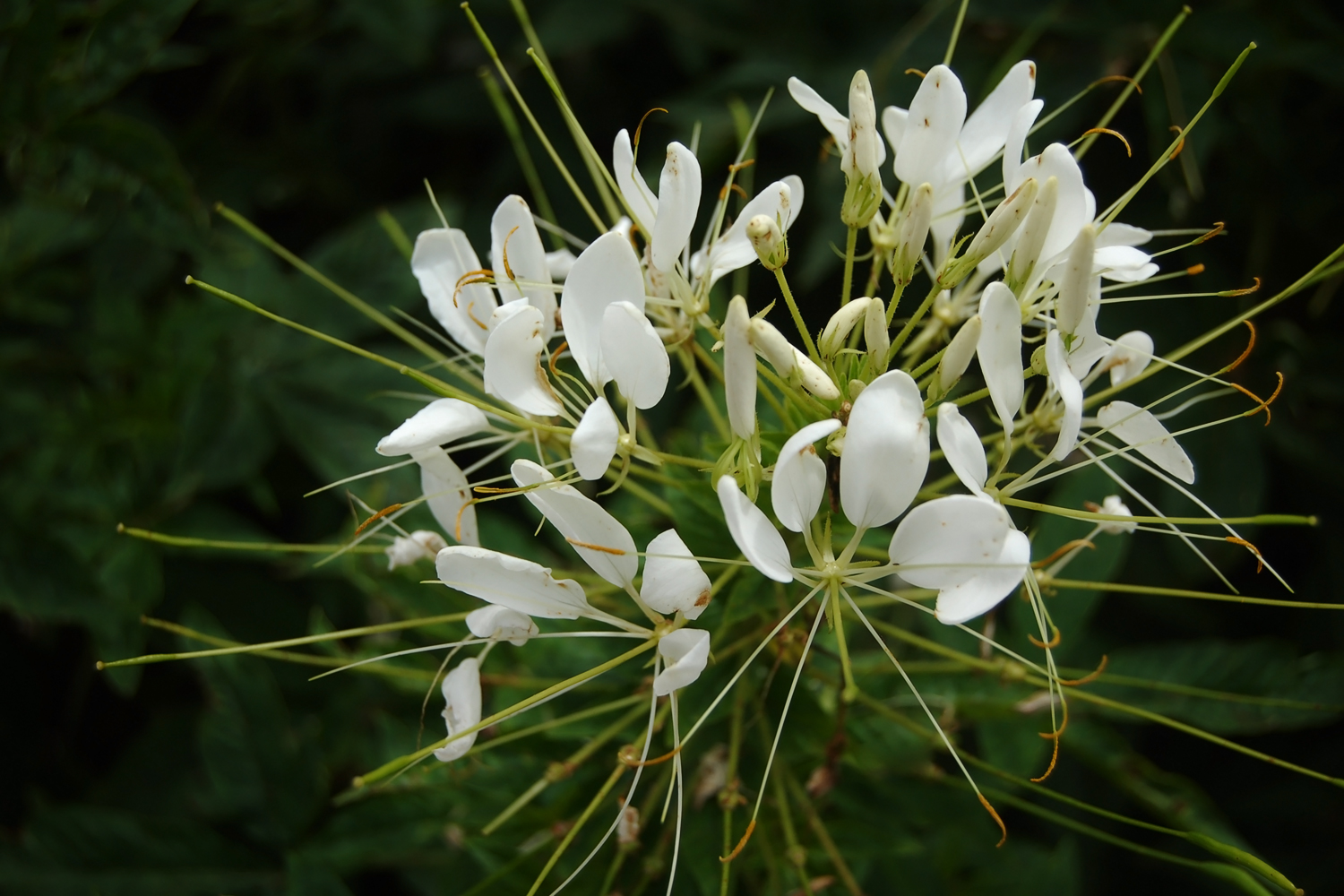